# Geronimo Stilton
Geronimo Stilton (knjige za djecu)
Geronimo Stilton je serijal dječjih knjiga, odnosno svjetska uspješnica u segmentu knjiga za djecu i mlade, prodana u više od 100 milijuna primjeraka.
Knjige su izvorno predstavljene u Italiji 2000. godine, a knjige izdaje izdavačka kuća Edizioni Piemme iz Milana. Do danas, knjige su objavljene u više od 40 država svijeta, a 2014. na najvećem hrvatskom sajmu knjiga " Interliber", hrvatska izdavačka kuća EXTRADE d.o.o. Kastav (Rijeka) premijerno predstavlja serijal knjiga "Geronimo Stilton" hrvatskoj publici.  Knjige su namijenjene čitateljima od 6 do 14 godina, a najviše onima koji vole smijeh, zabavu i znanje.
Prema knjigama, napravljena je animirana tv serija i mjuzikl.

## Općenito o knjizi
Geronimo Stilton je miš rođen u Mišogradu, gradu koji se nalazi na otoku Miševu. Diplomirao je mišologiju glodarskih književnosti i komparativnu arheomišju filozofiju, a radi kao novinar i urednik Glodarskog vjesnika, najpopularnijih novina u Mišogradu. 
Ima mlađu sestru Teu Stilton, nećaka Benjamina i bratića Miška. Geronimo je miš koji, iako najviše voli miran i opušten život,  biva konstantno uključen u razne daleke avanture zajedno s Teom, Benjaminom i Miškom.  Knjige su napisane kao autobiografske avanturističke priče.
Serijal knjiga je nastao u Italiji gdje je postao najpopularnije štivo za djecu.

## Likovi

### Ukratko o likovima
Geronimo Stilton – glavni lik, protagonist. Radi kao urednik Glodarskog vjesnika. Vrlo je obrazovan, a najveća strast mu je pisanje. Može ga se opisati kao slabića (mlakonju), koji se boji svega čega se netko može bojati,  a uz to je i sramežljiv. Nikada ne može odbiti Benjaminov bilo kakav prijedlog ili molbu.
Tea Stilton - Geronimova sestra.  Radi kao dopisnica i fotograf Glodarskog vjesnika. Sportski je tip, a obožava i ekspert je za ekstremne sportove. Vrlo često vozi bicikl. Zbog tih karakteristika, potpuna je suprotnost svome bratu. Vrlo je privlačna i šarmantna zbog čega je popularna među dečkima. Najdraža boja joj je roza.
Benjamin Stilton-  Najdraži Geronimov nećak, inteligentan, znatiželjan i pristojan.  U školi vrlo dobar u svemu, osim u gimnastici. Ekspert je za tehnologiju i informatiku u čemu često pomaže svom ujaku. Često se pridružuje ujaku u njihovim avanturama o kojima Geronimo kasnije piše u svojim knjigama.
Miško Stilton- rođak Geronimu i Tei. Voli kuhati i jesti, zbijati šale.  Promijenio je puno poslova.
Iris Jezersky- Televizijska novinarka koja je život posvetila očuvanju okoliša, a u slobodno vrijeme svira flautu i pjeva.  Vrlo je lijepa, a krasi je vitko tijelo i plava kosa. Dobra je prijateljica Geronimu koji je potajno zaljubljen u nju, iako nikad nema hrabrosti da joj to prizna. 
Pandora Vuk- Benjaminova najbolja prijateljica i Irisina nećakinja. Mala mišica, vrlo lijepa i hiperaktivna.

## Knjige
Knjige koje su prevedene na hrvatski jezik.
Priče smijurije:
- 1: Moje ime je Stilton, Geronimo Stilton (Studeni 2014)
- 2: Dolina divovskih kostura (Studeni 2014)
- 3: Četiri miša na divljem zapadu (Studeni 2014)
- 4: Skriveno blago na piratskom otoku (Studeni 2014)
- 5: Dvorac Markize Tustošape Mijaubach (Studeni 2014)
- 6: Tajna nestalog blaga (Studeni 2014)
- 7: Pustolovina u mišjoj školi (Studeni 2014)
- 8: Pirat na internetu (Studeni 2014)